# Assembleia da República (Mosambik)
Die Assembleia da República (dt. „Versammlung der Republik“) ist das aus einer Kammer bestehende Parlament der südostafrikanischen Republik Mosambik seit den ersten freien Wahlen 1994. Zwischen den Scheinwahlen von 1977, zwei Jahre nach der Unabhängigkeit des Landes von Portugal, und 1994 war der offizielle Name des mosambikanischen Parlaments Nationale Volksversammlung (Assembleia Nacional Popular).
Erster Präsident des Versammlung der Republik war Eduardo Joaquim Mulémbwè (1994–2010), Präsidentin von 2010 bis 2020 war Verónica Macamo. Seit 2020 ist Esperança Bias Parlamentspräsident.

## Wahlsystem
Die Versammlung der Republik hat 250 Mitglieder. 248 werden nach Verhältniswahlrecht in 11 Mehrpersonenwahlkreisen gewählt, die den Provinzen entsprechen. In den Wahlkreisen werden zwischen 12 und 50 Mandate vergeben. Zwei Mandate werden von den Mosambikanern im Ausland bestimmt (einer in Afrika und einer auf allen anderen Kontinenten).
Mindestens 5 % der Stimmen müssen landesweit errungen werden, um ins Parlament einzuziehen (Fünf-Prozent-Hürde).

## Wahlen 2019
Bei den Wahlen 2019 gingen 184 Sitze an die Regierungspartei Frente da Libertação de Moçambique (FRELIMO), 60 Sitze erhielt die größte Oppositionspartei des Landes, Resistência Nacional Moçambicana (RENAMO) und 6 Sitze gewann die Movimento Democrático de Moçambique (MDM).

## Wahlen 2014

Sitzverteilung in der Versammlung der Republik, nach der Wahl 2014:
FRELIMO (144)
RENAMO (89)
MDM (17)

Bei den Wahlen 2014 gingen 144 Sitze an die Regierungspartei Frente da Libertação de Moçambique (FRELIMO), 89 Sitze erhielt die größte Oppositionspartei des Landes, Resistência Nacional Moçambicana (RENAMO) und 17 Sitze gewann die Movimento Democrático de Moçambique (MDM).
Von den 250 Mitgliedern waren 99 weiblich.

## Ausschüsse
Das Parlament hat zehn ständige Ausschüsse (Comissões Parlamentares) für die weitere Parlamentsarbeit eingerichtet, davon sind neun ressortspezifisch. Laut Geschäftsordnung des Parlaments („Regimento da Assembleia da República“) besteht ein Ausschuss aus mindestens fünf und höchstens 15 Abgeordneten, die im Plenum von den Fraktionen bestimmten werden.
- Hauptausschuss (Comissão Permanente)
- Ausschuss für Verfassungsangelegenheiten, Menschenrechte und Justiz (Comissão dos Assuntos Constitucionais, Direitos Humanos e de Legalidade)
- Haushaltsausschuss (Comissão do Plano e orçamento)
- Ausschuss für Sozial- und Geschlechterangelegenheiten, Technologie und Medien (Comissão dos Assuntos Sociais, do Género e Tecnologias e Comunicação Social)
- Ausschuss für öffentliche und lokale Verwaltung (Comissão da Administração Públicae Poder Local)
- Ausschuss für Landwirtschaft, Wirtschaft und Umwelt (Comissão de Agricultura, Economia e Ambiente)
- Ausschuss für Verteidigung, Sicherheit und öffentliche Ordnung (Defesa, Segurança e Ordem Pública)
- Ausschuss für internationale Beziehungen, Zusammenarbeit und Gemeinschaften (Comissão das Relações Internacionais, Cooperação e Comunidades)
- Petitionsausschuss (Comissão de Petições, Queixas e Reclamações)
- Ausschuss für parlamentarische Ethik (Comissão de Ética Parlamentar)

## Parlamentsgebäude

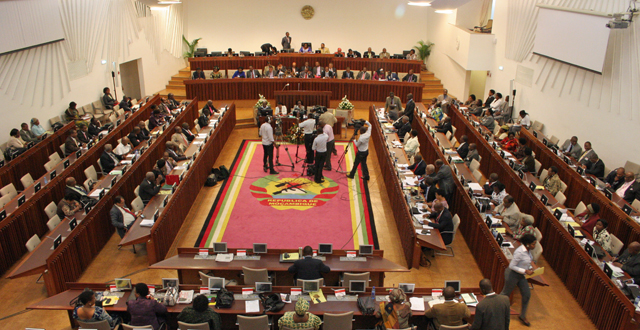
Plenarsaal der Assembleia da República

Das Parlament hat seinen Sitz in Maputo. Das Gebäude wurde von der Volksrepublik China finanziert.